# 太阳城航空
太阳城航空（英語：Sun Country Airlines）是一家美国的低成本航空公司，成立於1982年6月成立，于1983年1月开始经营。总部位于明尼苏达州明尼阿波利斯-圣保罗郊区-门多塔高地。该航空公司使用明尼阿波利斯-圣保罗国际机场作为枢纽机场，并使用2号航站楼-经营到美国，墨西哥，加勒比海地区和哥斯达黎加的定期包机。此外，該航司以达拉斯/沃思堡国际机场和西南佛罗里达国际机场爲重點機場。它还为美国武装部队提供包机服务。目前，太阳城航空飞往加勒比海，美国，墨西哥和哥斯达黎加的33个目的地。其中15个城市全年都飞行。2010年6月11日，公司开始在伦敦斯坦斯特德机场提供季节性航务，该航务在每年八月中旬结束。太阳城航空目前共有21架飞机，34个目的地。

## 公司口号
太阳城航航空目前的公司口号是“故乡航空公司”，寓意为给乘客提供家的感觉。